# 交響的な歌
『交響的な歌』（ロシア語: Симфоническая песнь） 作品57は、セルゲイ・プロコフィエフが1933年に作曲した管弦楽曲。

## 概要
本作はプロコフィエフがパリでのモダニズムからソビエトでのリリシズムへ転換していく様を示している。本人は次のように評した。「（本作は）真面目な作品であり、私は主題の選択に大変な注意を払った。曲は3つの緊密に結びつけられた部分から構成されている。」曲は表題から想像されるものからは程遠い狂暴かつ不協和な器楽曲で、複雑性と外面的効果においては既に書かれていた『スキタイ組曲』や交響曲第2番を上回りさえする。
プロコフィエフはパリでのお披露目を目指していたが、初演は1934年4月14日、モスクワでアレクサンドル・ガウクの指揮で行われた。

## 楽器編成
ピッコロ2、フルート2、オーボエ2、コーラングレ、クラリネット2、バスクラリネット、ファゴット2、コントラファゴット、ホルン4、トランペット3、トロンボーン3、テューバ、ティンパニ、シンバル、トライアングル、大太鼓、小太鼓、タンブリン、弦五部。

## 楽曲構成
ひと続きの単一楽章となっており、演奏時間は約13分。
筋書きは用意されていないものの、曲を構成する3つの部分は次のように評し得る。
- 「暗黒」: 暗く陰鬱な主題が奏される。炸裂する金管楽器と弦楽器の不気味な響きが音楽に緊張感を加える。
- 「闘争」: 音楽は活気づいてくる。しかし、依然として時おり不協和音の爆発が生じる。
- 「達成」: 抒情的な旋律が自由に漂い、曲は勝利に恍惚となって終わりを迎える。